# ستيفن بابكوك
ستيفن بابكوك (بالإنجليزية: Stephen Babcock)‏ هو محامي أمريكي، ولد في 20 مايو 1973 في ويست مونرو في الولايات المتحدة.